# エリオン・ボグダニ
エリオン・ボグダニ（Erjon Bogdani, 1977年4月14日 - ）は、アルバニア・ティラナ出身の元同国代表サッカー選手、現サッカー指導者。現役時代のポジションはFW。エルヨン・ボグダニとも表記される。アルバニア代表として歴代最多得点の記録を保持している。

## 経歴

### 初期
10歳の頃に出場した学校の大会で4試合11ゴールを記録し、その活躍から地元のFKパルティザニ・ティラナに見出された。その後、クラブの下部組織に加入すると各カテゴリーを経験し、1994年にトップチームと契約を果たした。
1993-94シーズンのカテゴリア・スペリオレでプロデビューをし、シーズン後半の7試合に出場した。翌シーズンは13試合に出場、初ゴールを含む2ゴールを決めた。1997-98シーズンは、冬の中断期間前までに15試合13ゴールを記録。この活躍から国外の幾つかのクラブから関心を寄せられた結果、シーズン後半をトルコのゲンチレルビルリイSKで過ごすことを決めた。
クロアチアのNKザグレブに移籍し、1年目の1998-99シーズンは14試合9ゴール、2年目の1999-00シーズンは12試合6ゴールと計26試合で15ゴールを記録。冬の移籍市場でイタリアに活躍の場を移すことになった。

### レッジーナ
2000年1月にレッジーナ・カルチョと契約を結び、2月6日のボローニャFC戦でデビュー。レッジーナではセリエBに降格した2001-02シーズンを除きセリエAで37試合4ゴールを記録。2003-04シーズンにセリエBのサレルニターナ・スポルトへ貸し出された。

### ヴェローナ
2004-05シーズンはセリエBのエラス・ヴェローナFCに加入すると得点王のジョナタ・スピネージの3点差、フランチェスコ・タヴァーノとジェノアCFCのディエゴ・ミリートの2点差に次ぐ、チームトップの17ゴールを決め、自身のキャリアにおけるシーズン最多ゴールを記録した。

### シエーナ
2005年夏、ACシエーナと契約しセリエAの舞台に戻ってきた。それから1年半後の2007年1月にACキエーヴォ・ヴェローナに加入。キエーヴォでは1月14日のカルチョ・カターニア戦でデビューし、最終的に19試合出場5ゴールを記録したが、クラブの降格を阻止することが出来なかった。2007-08シーズンにセリエAのASリヴォルノ・カルチョに貸し出されるもここでも降格を経験した。ACチェゼーナに去るまでの2008-09シーズン, 2009-10シーズンはキエーヴォで過ごし、58試合11ゴールを記録した。

### チェゼーナ
2010-11シーズンはACチェゼーナに移籍し、2010年8月28日の0-0と引き分けたASローマ戦でデビュー。ACミラン戦で移籍後初ゴールを決めると、エマヌエレ・ジャッケリーニのゴールをアシストし2-0の勝利に貢献。この活躍からミラン戦とUSレッチェ戦でマン・オブ・ザ・マッチに選ばれ、チーム・オブ・ザ・ウィークにも選ばれた。1月19日のインテルナツィオナーレ・ミラノ戦で2011年になってから最初のゴールを決めるも2-3で敗れた。1月30日のレッチェ戦で90+2分で同点ゴールを決め1-1の引き分けに持ち込んだ。チームを去るまでチェゼーナで49試合8ゴールを記録した。

### シエーナ復帰以降
2011-12シーズンの冬の移籍市場最終日でACシエーナに2年契約で加入した。
2012-13シーズン限りでシエーナを退団すると、翌年2月11日に現役引退を表明した。

## 代表歴
1999年9月6日、EURO2000予選のスロベニア戦でアルバニア代表としてデビューし、2012年9月7日の時点で71試合に出場。2005年6月8日、2006 FIFAワールドカップ・ヨーロッパ予選のデンマーク戦で初ゴールを記録、以降はポルトガルやフランスといった高ランクの相手からもゴールを奪う。2014 FIFAワールドカップ・ヨーロッパ予選のキプロス戦で25メートルの距離からゴールを決め、代表通算最多得点記録を17に更新した。

## 指導歴
2015年9月16日、アルバニア代表のスカウトに就任することが発表された。2015年からはジャンニ・デ・ビアージの下、同代表のアシスタントコーチを務める。翌年12月9日、代表のU-19チームを率いることとなった。

## 人物
教師の両親の下に生まれ、自身は地元の大学で経済学の学士を取得している。

## タイトル

### クラブ
パルティザニ
- クパ・エ・シュチパリセ : 1996-97

### 代表
- アルバニア年間最優秀選手 : 2005